# آدام بایگریو
آدام بایگریو (انگلیسی: Adam Bygrave؛ زادهٔ ۲۴ فوریهٔ ۱۹۸۹) بازیکن فوتبال اهل بریتانیا است.
از باشگاه‌هایی که در آن بازی کرده‌است می‌توان به باشگاه فوتبال هیستون، باشگاه فوتبال ویموث، باشگاه فوتبال گیلینگام، باشگاه فوتبال ردینگ، باشگاه فوتبال فارن‌بورو، و باشگاه فوتبال هیز و یدینگ یونایتد اشاره کرد.